# Macromassa
Macromassa es un proyecto de experimentación sonora y musical fundado en Barcelona por Juan Crek y Víctor Nubla en 1976. Ambos fueron los dos únicos miembros estables desde el inicio del proyecto hasta la muerte de Nubla en 2020, aunque a lo largo de su trayectoria ha contado con 146 colaboradores. Entre ellos cabe destacar a Anton Ignorant, Albert Giménez o Michel Huygen.

## Biografía
A pesar de tratarse de un proyecto esencialmente musical, su campo de experimentación se amplió desde los inicios al ámbito literario, la performance y la instalación. Su primer disco Darlia Microtónica, grabado en 1976 en la sala Màgic de Barcelona y publicado en 1978 en edición limitada, es actualmente considerado como la primera autoedición de España. 
Entre 1978 y 2018 Macromassa publicó 12 discos y una casete oficiales y participó en 16 recopilaciones. La trayectoria del grupo tiene dos interrupciones: entre 1980 y 1983, y entre 1997 y 2008, periodos en los cuales Crek y Nubla se dedicaron a sus respectivas carreras en solitario. 
Macromassa es un nombre clave en la que se denomina escena industrial o postindustrial española de los años ochenta, junto a grupos como Esplendor Geométrico o Comando Bruno, pero su versatilidad a lo largo de los años les sitúa también como un nombre de referencia en la escena de improvisación en España y en el campo de la polipoesía, sobre todo a partir de su espectáculo Apushasha: el punto 3502. La dificultad de ubicar estilísticamente a Macromassa proviene del fuerte y personal surrealismo y el humor que impregnan toda su obra.

## Discografía
- Darlia Microtónica - EP 1976 Umyu
- El Concierto Para Ir En Globo - LP 1978 Umyu
- El Regreso A Las Botellas De Papá Nódulus - K7 1983/84 LMD
- Macromissa - LP 1985 Esplendor Geométrico Discos
- Espejo Rapidísimo Qinqen - LP 1986 Esplendor Geométrico Discos
- Tolosako Banda Munizipalak Interpretatzen Dio Macromassa ri - LP 1989  Música Inaudita
- Los Hechos Pérez - LP/CD 1992  LMD/G3G Records
- Macromassa 7 Zog Live - CD 1995  LMD/G3G Records
- UMYU (Las Flores Amarillas También Dan Entradas Nuevas A Los Perros) - CD 1996  Música Secreta
- Puerta Heliogàbal - CD 1997 Sonifolk
- Macromassa presenta Armas Mosca - CD 2010 La Olla Expréss
- La ligereza de las montañas - CD 2012 Hrönir
- Sucede allí - CD/LP 2018 Discmedi